# Beatplanet
Beatplanet war eine 2003 in Berlin gegründete Retro-Pop-Formation.

## Bandgeschichte
Ursprünglich wurde die Band als Trio von Sven 'Remmidemmi' Rathke, Martin 'Gotti' Gottschild und Jan 'Kawumm' Kertscher (Mitglieder der Band Sofaplanet) 2003 gegründet. Bis Anfang 2004 wuchs das Trio mit Anne 'Uschi' Müller, Kristina 'Babsi' Endruweit, Markus 'Mumpe' Maaz und Stefan 'Fuchs' Funke zum Septett an. Anfang Juni 2004 traten sie in dieser Formation erstmals vor Publikum in der Garage Pankow in Berlin auf. Eine EP mit sieben Liedern verkauften sie bei ihren Konzerten. 2005 ersetzte Daniel 'Zacki' Zimniak den bisherigen Saxophonisten Markus 'Mumpe' Maaz.
Am 5. Mai 2006 veröffentlichen sie das Debütalbum Wer beatet mehr? bei Brigade Mondaine. Als weitere Verstärkung am Saxophon trat im September 2006 Matthias 'Matjes' Wyder der Band bei. Die erste zusammenhängende Tournee folgte Ende September 2006. Bereits während dieser Tour wurde am Nachfolgealbum Komm an Bord gearbeitet und am 9. Februar 2007 ebenfalls bei Brigade Mondaine veröffentlicht. Mit der Singleauskopplung Dreh Dich um und geh nahmen Beatplanet am 9. Februar 2007 bei Stefan Raabs Bundesvision Song Contest für das Bundesland Brandenburg teil und belegten den 15. (vorletzten) Platz. April 2007 wurde die Sängerin und Schauspielerin Selda 'Gitti' Kaya als neues Mitglied für den Damenchor gewonnen. Im Laufe der „Es wird eng“ Tour der Berliner Band Die Ärzte 2007/08 traten Beatplanet als Vorband auf.
Seit 2008 ist Sven Rathke unter dem Pseudonym Sven van Thom auch solo erfolgreich.

## Diskografie

### Alben
- 2006: Wer beatet mehr?
- 2007: Komm an Bord

### Singles
- 2007: Dreh Dich um und geh